# Hohenstein (Straßburg)

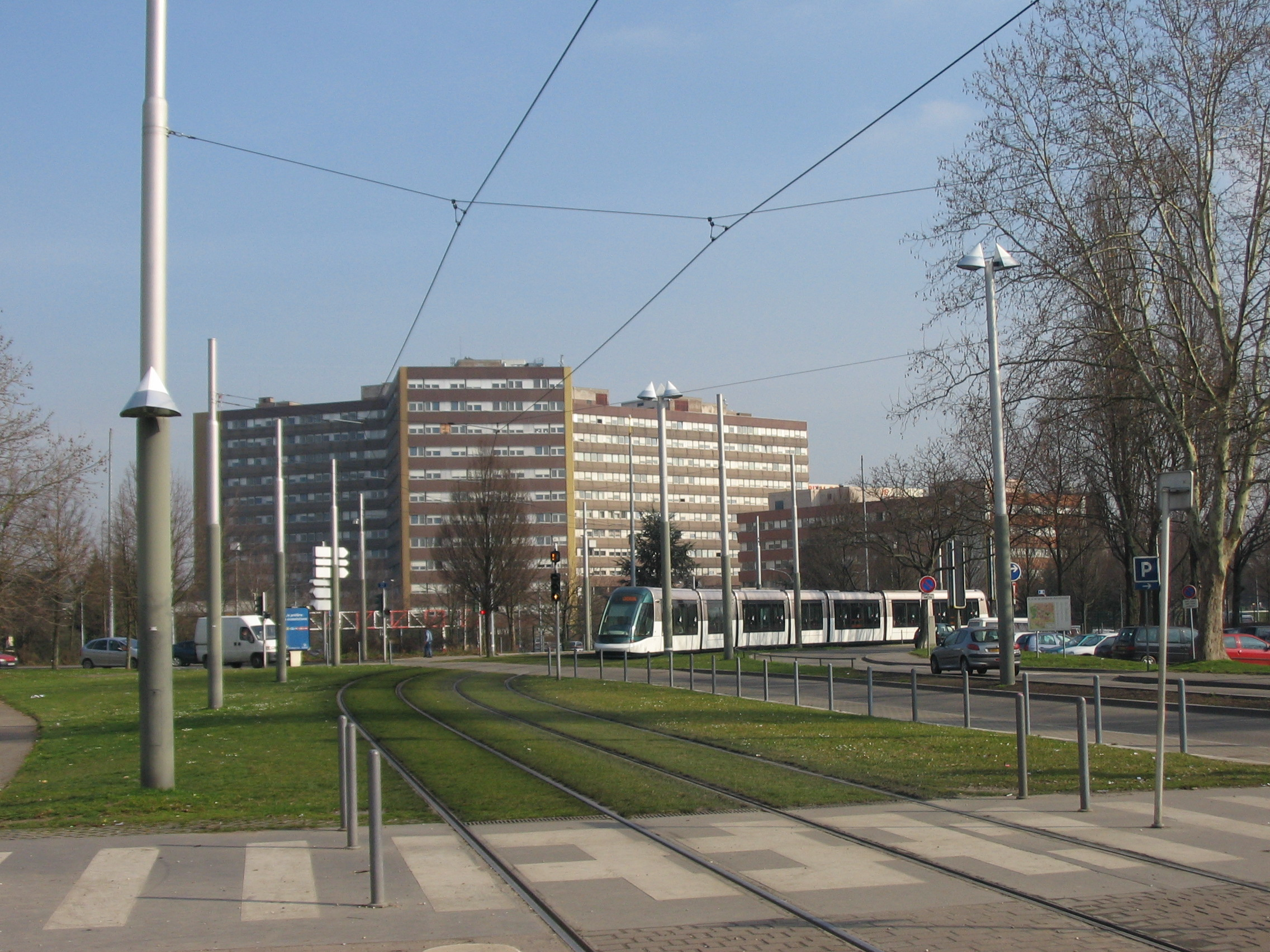
Hautepierre-Hôpital und Tram

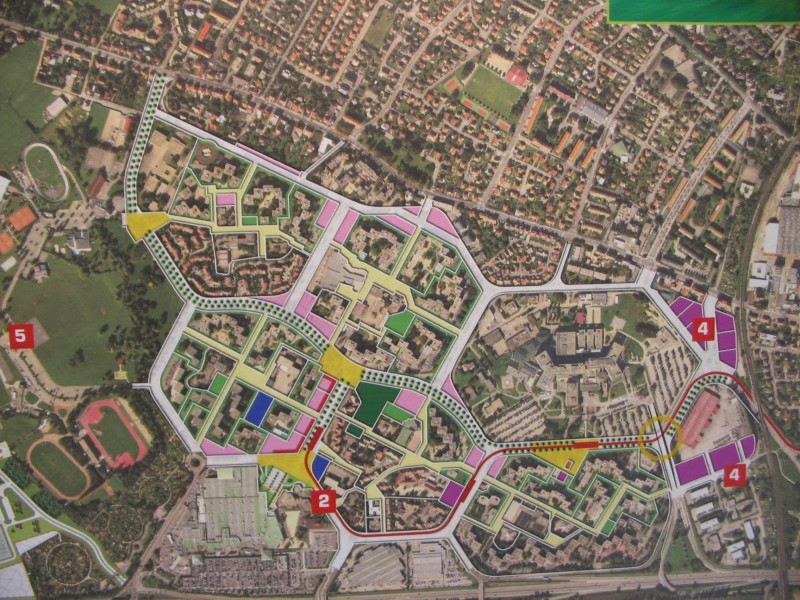
Plan zur Exposition publique 2006

Hohenstein (französisch Hautepierre) ist ein Stadtteil der elsässischen Stadt Straßburg.

## Geographie
Das Straßburger Viertel Hohenstein befindet sich:
- südlich der Autobahn A351 aus Zabern, die Hohenstein von dem anderen Straßburger Viertel "Poteries" trennt
- nördlich und östlich der Oberhausbergener Straße (die Straße führt von Straßburg zum Kochersberg), die das Viertel von Kronenburg trennt
- westlich der Gemeinden Eckbolsheim und Oberhausbergen

## Städtebauliches Konzept
Den Masterplan entwarf der Architekt Pierre Vivien. Zwischen 1969 und 1981 wurden 13 Stadtblöcke gebaut, die an eine Wabenstruktur erinnern. Ziel des von Vivien entworfenen Konzepts war eine bessere Trennung zwischen den Autoverkehr und der inmitten der Stadtblöcke liegenden Grünanlagen.